# Buğra Gülsoy
Behiç Buğra Gülsoy, bardziej znany jako Buğra Gülsoy (ur. 22 lutego 1982 w Ankarze) – turecki aktor filmowy, teatralny i telewizyjny, architekt, reżyser, projektant graficzny i fotograf.

## Życiorys
Urodził się w Ankarze, gdzie uczęszczał do szkoły podstawowej i średniej. W 2004 roku ukończył studia na Wydziale Architektury na Uniwersytecie Wschodniośródziemnomorskim (Doğu Akdeniz Üniversitesi) w Famaguście.
Dorabiał jako model. Brał także udział w Filmowym Projecie Rozwoju Narodów Zjednoczonych, organizowanym w ramach konkursu. Występował w różnych przedstawieniach w teatrze Kıbrıs Devlet Tiyatrosu na Cyprze, jest również reżyserował krótkometrażowe filmy. W 2008 r. pojawił się w serialu Kanal D Jeden dla wszystkich naszych (Hepimiz Birimiz İçin). Popularność międzynarodową zyskał w roli Güneya Tekinoğlu w serialu Kanal D Kuzey Güney (2011-2013). W tureckim magazynie został nazwany "Najgorętszym Multi-Talentem Turcji".
Spotykał się z Miss Turcji 2007 i modelką Selen Soyder. 22 lipca 2011 roku ożenił się z turecką aktorką Burcu Karą. Jednak 2 sierpnia 2012 roku doszło do rozwodu. Spotykał się także z Nilüfer Gürbüz.

## Wybrana filmografia

### Filmy fabularne
- 2004: Trio
- 2005: Heterotopya
- 2006: Ludzka trylogia (İnsan Üçleme)
- 2007: Dolna Górna (Alt Üst)
- 2007: Szczęśliwe zakończenia (Mutlu Son) jako Arda
- 2007: Rana granatu (Nar Yarası)
- 2009: Widziałem słońce (Güneşi Gördüm) jako Berat
- 2010: Cienie i twarze (Gölgeler ve Suretler) jako Ahmet
- 2011: Będzie piękny dzień (Güzel Günler Göreceğiz) jako Cumali
- 2016: Görümce jako Ahmet
- 2016: Robinson Crouse jako Ahmet
- 2016: Mahalle jako Ahmet

### Seriale TV
- 2008: Jeden dla wszystkich naszych (Hepimiz Birimiz İçin) jako Nazım İntizamoğlu
- 2009-2010: Unutulmaz jako Tolga
- 2010-2011: Grzech Fatmagül (Fatmagül'ün Suçu Ne?) jako Vural Namlı
- 2011-2013: Kuzey Güney jako Güney Tekinoğlu
- 2013-2014: Stara historia (Eski Hikaye) jako Mete
- 2014: Bana Artık Hicran De jako Sinan
- 2015-2016: Kontrakt na miłość (Aşk Yeniden) jako Fatih Şekercizade
- 2018: 8 Gün jako Ozan Tas
- 2018: Kızım jako Demir Göktürk
- 2019: Azize